# Valea Bradului (okręg Prahova)
Valea Bradului – wieś w Rumunii, w okręgu Prahova, w gminie Provița de Sus. W 2011 roku liczyła 143 mieszkańców.